# 季節外繁殖
季節外繁殖（きせつがいはんしょく、breeding in out-of-season）とは馬、羊、山羊などの季節繁殖動物を非繁殖季節に交尾、妊娠させることを示す。季節外繁殖により分娩間隔を短くすることができ、生産性を高めることができる。季節外繁殖を引き起こす方法としては、短日処理（馬）や長日処理（羊、山羊）などの光の調節による方法とステロイドホルモンおよび性腺刺激ホルモン、メラトニン、フェロモンなどのホルモン処置による方法がある。まれに人工的な処置によらず非繁殖季節に発情、排卵を示すことがあり、これにより妊娠が成立した場合も季節外繁殖と呼ぶ場合がある。